# Michał Tōzō
Michał Tōzō SJ (jap. ミゲル藤蔵 Migeru Tōzō; ur. ok. 1588, zm. 20 czerwca 1626 w Nagasaki) − japoński brat z zakonu jezuitów, błogosławiony Kościoła katolickiego, męczennik, ofiara prześladowań antykatolickich w Japonii, zamordowany z nienawiści do wiary (łac) in odium fidei.

## Życiorys
Po okresie wzmożonej działalności misyjnej Kościoła katolickiego, gdy w 1613 roku siogun Hidetada Tokugawa wydał dekret, na mocy którego zakazano praktykowania i nauki religii, a pod groźbą utraty życia wszyscy misjonarze mieli opuścić Japonię, rozpoczęły się trwające kilka dziesięcioleci krwawe prześladowania chrześcijan. Michał Tōzō był jedną z ofiarą eskalacji prześladowań zainicjowanych przez sioguna Iemitsu Tokugawę.
Michał Tōzō współpracował z jezuitami i był katechistą. Powołanie realizował towarzysząc w posłudze kapłańskiej kolejno ojcu Hieronimowi de Angelis, Sebastianowi Kimurze i Baltazarowi de Torres.
15 marca 1626 roku aresztowano go pod Nagasaki z ostatnim z wymienionych. Pięć dni później trafili do więzienia w Ōmurze. Michał Tōzō uczestniczył we wspólnocie modlitewnej zorganizowanej przez ojca Franciszka Pacheco, który dzięki nadzwyczajnym uprawnieniom zadośćuczynił jego prośbie i przyjął go do zakonu Towarzystwa Jezusowego. 17 czerwca 1626 roku dołączono więzionych w Ōmurze zakonników do grupy katolików przetrzymywanych w Nagasaki i 20 czerwca wszystkich żywcem spalono na podmiejskim wzgórzu.
7 lipca 1867 papież Pius IX beatyfikował Alfonsa z Navarrete i 204 towarzyszy wraz z męczennikami Towarzystwa Jezusowego, zabitymi za wyznawanie wiary w krajach misyjnych, wśród których był Michał Tōzō. Grupa jezuitów zamordowanych tego dnia określani są jako Franciszek Pacheco i towarzysze.
Dies natalis jest dniem, kiedy w Kościele katolickim obchodzone jest wspomnienie liturgiczne błogosławionego.